# Holo Prystan (huyện)
Huyện Holo Prystan (tiếng Ukraina: Голопристанський район, chuyển tự: Holo Prystans’kyi raion) là một huyện của tỉnh Kherson thuộc Ukraina. Huyện Holo Prystan có diện tích 3411 kilômét vuông, dân số theo điều tra dân số ngày 5 tháng 12 năm 2001 là 64785 người với mật độ 19 người/km2. Trung tâm huyện nằm ở Hola Prystan.